# فلورنس أغوستا ميريام بيلي
فلورنس أغوستا ميريام بيلي (بالإنجليزية: Florence Augusta Merriam Bailey)‏ (8 أغسطس 1863- 22 سبتمبر 1948) هي عالمة طيور أمريكية وكاتبة مواضيع طبيعية. ولدت في قرية من قرى لوكست غروف في مقاطعة لويس (نيويورك)، وهي الأصغر بين أربعة أطفال، والشقيقة الصغرى لكلينتون هارت ميريام. نظمت الأفرع الأولى لجمعية أودوبون الوطنية وكانت ناشطة في حماية الطيور. ألفت دليلًا حقليًا يعتبر الأول من نوعه من أدلة الطيور الحقلية المصورة الحديثة، (الطيور عبر المنظار) المنشور في عام 1890. وثق عملها الحقلي في الغرب الأمريكي، وغالبًا مع زوجها فيرنون بيلي، في العديد من الكتب، من أهمها (كتيب طيور غرب الولايات المتحدة) و(طيور نيومكسيكو).

## حياتها وأعمالها
ولدت فلورنس أغوستا ميريام بيلي في الثامن من أغسطس في عام 1863 في لوكست غروف، قرب ليدين (نيويورك). والداها هما كلينتون ليفي ميريام وكارولين هارت ميريام. أشقاء فلورنس الأكبر سنًا هم أخوها كلينتون هارت، وأختها إيلا جيرترود (التي توفيت قبل ولادة فلورنس)، وأخوها تشارلز كولنز. نشأت في ملكية عائلتها، «هوموود»، على تلة مشجرة فوق منزل جدها في لوكست غروف. شجعها والداها وعمتها هيلين باغ هي وأخوها كلينتون هارت (الذي يزيدها بنحو ثماني سنوات تقريبًا) على دراسة التاريخ الطبيعي وعلم الفلك؛ وأصبح كلاهما مهتمًا بعلم الطيور في سن مبكرة. كان والد فلورنس مهتمًا بالقضايا العلمية وكان على اتصال بجون موير بعد أن قابله في منتزه يوسيميتي الوطني في عام 1871.
لم تكن فلورنس في سن المراهقة بصحة جيدة. درست في مدرسة (السيدة بيات) الخاصة في أوتيكا (نيويورك) كمدرسة تحضيرية للمرحلة الجامعية. التحقت ابتداءً من عام 1882 بكلية سميث كطالبة غير مسجلة، وحصلت على شهادة تعليمية بدلًا من درجة علمية في عام 1886. منحت الترشيح لنيل الدرجة العلمية في وقت لاحق، وحصلت عليها في عام 1921. حضرت ستة أشهر من المحاضرات في جامعة ستانفورد في شتاء 1893-1894. كانت عائلة ميريام، بمن في ذلك فلورنس، يقضون غالبًا أشهر الشتاء القاسية خارج هوموود، في نيويورك حيث المناخ أكثر اعتدالًا. تعرفوا في إحدى عطل الربيع الجامعية على إيرنست تومسون سيتون. كان سيتون من أوائل أصحاب التأثير على فلورنس، وشجعها على دراسة الطيور.ر

### نشاطها في حماية الطيور
في الوقت الذي أصبحت فيه ميريام مهتمة بالطيور، كانت معظم دراسات الطيور تعتمد على مجموعات الطيور المحنطة، ومع ذلك، كانت أكثر اهتمامًا بدراسة الطيور الحية وسلوكها في الحقل. كان من الشائع أيضًا في ذلك الوقت بين النساء اعتمار القبعات التي تحمل ريش الطيور. كتبت ميريام في رفضها لهذه العادة، عام 1885، أول مقالة من بين العديد من المقالات الصحفية تعارض فيها هذه الممارسة. في عام 1886، نظمت بالتعاون مع صاحب الآراء المماثلة جورج بيرد غرينل وزميلها في الدراسة فاني هاردي فرع كلية سميث في جمعية أودوبون، وهو فرع محلي من جمعية أودوبون الوطنية التي أنشأها غرينل. دُعي عالم الطبيعة جون بوروز لزيارة فرع كلية سميث، وفي عام 1886 شارك في أول سلسلة نزهات طبيعية مع المجموعة.
عند انتقالها إلى واشنطن، ساعدت ميريام في إنشاء فرع منطقة كولومبيا من جمعية أوبودون في عام 1897، وبدأت إعطاء دروس الطيور في تلك المنظمة في العام التالي. أصبحت في الوقت نفسه ناشطة في لجنة حماية الطيور التابعة لاتحاد علماء الطيور الأمريكيين.
كرست بيلي حياتها لتبين للناس قيمة الطيور الحية، واستمرت في العمل على حمايتها. نتيجة لجهودها وجهود الآخرين، حظر قانون لاسي الصادر عام 1900 الخاص بالمتاجرة غير القانونية بالحياة البرية بين الولايات، بما في ذلك حيازتها أو نقلها أو بيعها. كانت تلك هي أول خطوة في إيقاف القتل وتقليل عدد الضحايا وخاصة من الطيور البحرية مثل البجع والغطاسيات. في نهاية المطاف، أدت المزيد من التشريعات، وتغيير الأساليب، والتعليم المتواصل إلى إيقاف قتل الطيور من أجل تزيين القبعات والملابس.

### علم الطيور الحقلي والإقليمي
يعتبر تقديمها لدليل مراقبة الطيور الحقلي، والذي يركز على الطيور التي تشاهد في الحقل، الذي يعتبر الأول من نوعه من أدلة الطيور المصورة الحديثة. نشرت (الطيور عبر المنظار) في سن السادسة والعشرين، واضعة فيه سلسلة من الملاحظات التي نشرت لأول مرة في مجلة أودوبون. كان العمل موجهًا للنساء والشباب ووصف بأنه «ساحر وبسيط ومفيد».
في عام 1889 قامت بأول رحلة من بين العديد من الرحلات في غرب الولايات المتحدة، خلال سفرها برفقة عائلتها لزيارة عمها، العمدة غوستاف فرينش ميريام، في عزبته بمقاطعة سان دييغو (كاليفورنيا)، والتي تدعى «توين أوكس». كان أحد أهداف الرحلة هو علاج مشاكل فلورنس الصحية. من المحتمل أنها كانت مصابة بمرض السل، على الرغم من أن مرضها لم يشخص رسميًا كذلك. سافرت بعد بضع سنوات إلى يوتا وأريزونا برفقة أوليف ثورن ميلر.
وصفت تجربتها في كتاب (الصيف الذي قضيته في قرية مورمونية). على خلاف كتاباتها الأخرى المهتمة بالطيور، كان هذا الكتاب من نوع أدب السفر. نشرت بعد رحلتها الثانية إلى «توين أوكس»، حيث درست الطيور متنقلة على ظهر الخيل، كتاب (مشاهدة الطيور على ظهر الخيل)، وكان أول كتاب يتولى لويس أغاسيز فويرتيس رسومه التوضيحية. عند عودتها من الغرب، انتقلت مع شقيقها كلينتون هارت للعيش في واشنطن العاصمة، حيث عملت على إنشاء أفرع محلية لنادي العلوم الوطني للنساء.
تابعت ميريام التأليف ونشرت دليل طيور ثان ذو نطاق أكثر اتساعًا إلى حد ما (أكثر من 150 نوع) في عام 1898 بعنوان (طيور القرية والحقل)، ونشرت كتابًا آخر للمبتدئين.
تزوجت في الثامن عشر من ديسمبر عام 1899 من فيرنون بيلي، كبير علماء الطبيعة الحقليين في مكتب الولايات المتحدة للمسح البيولوجي وزميل شقيقها كلينتون هارت. بعد تنقلهما بين بعض المساكن الأخرى، بنيا منزلهما على طريق كالوراما 1834 (شمال غرب واشنطن العاصمة). كان من بين زوار منزل الزوجان بيلي عالم الطبيعة والمخترع كلارنس بيردساي، وعالم النبات أليس إيستوود. قدم فنان الحياة البرية تشارلز ر. نايت لوحة لنمر مستلق لمكتبة منزلهما. صادق الزوجان بيلي الزوجين الشابين عالمي الطبيعة أولاوس موري ومارغريت «ماردي» موري، وأصبحا ضيفين دائمين في منزلهما في واشنطن.
كان عمل فلورنس التالي إنجازًا هامًا في علم الطيور وتكملة لكتيب فرانك تشابمان عن (طيور شرق الولايات المتحدة). نشرت معتمدة على أفضل الأعمال المنشورة المتاحة، ودراستها للعينات بمساعدة روبرت ريدجواي من مؤسسة سميثونيان، و600 رسم توضيحي من مصادر عديدة، وعملها الحقلي دليل (طيور غرب الولايات المتحدة) في عام 1902. سيبقى الكتاب مرجعًا قياسيًا في علم الطيور الإقليمي مدة 50 سنة على الأقل. تضمن الكتيب، دون التخلي عن الدقة التقنية، وصفًا واضحًا للسلوكيات مثل التعشيش وإطعام الفراخ، والتخاطب، قللت الدراسات اللاحقة من أهمية تلك المعلومات.
سافر الزوجان عالما الطبيعة على نطاق واسع وكانا مسؤولان معًا عن تشجيع العديد من الشبان لمتابعة دراستهم في التاريخ الطبيعي. غطى فلورنس وفيرنون على مدار العقود الثلاثة التالية الجزء الأكبر من الغرب الأمريكي. استكشفا جنوب كاليفورنيا في عام 1907، وداكوتا الشمالية (زارتها فلورنس في الأعوام 1909 و1912 و1916)، وأوريغون الساحلية في عام 1914، والحديقة الوطنية الجليدية في عام 1917. نشرت نتائج عملهما الميداني في الحديقة بشكل مشترك في عام 1918 بعنوان (حيوانات الحديقة الوطنية الجليدية).

## روابط خارجية
- فلورنس أغوستا ميريام بيلي على موقع الموسوعة البريطانية (الإنجليزية)